# Tvrđava Svetog Križa
Tvrđava Svetog Križa je fortifikacija u Perastu.
Kad su Herceg Novi i cijela obala zaljeva sve do Risna pali u osmanske ruke 1483. godine, Perast je došao u neposredan dodir s Turcima. Mlečani nisu smatrali Perast najvažnijom strateškom točkom obrane Boke kotorske, nego Kotor. Stoga nisu podigli zidine oko Perasta, nego su kroz 16. i 17. st. stvorili obrambeni sastav od 9 kula, od kojih je najznačajnija kula Sv. Križa. Kroz povijest stanovništvo Perasta dijelilo se na plemiće koji su bili predstavljeni u opštini (comunita) te građane predstavljane u zajednici (universa). Svoje predstavnike plemići su imali u zboru, a u razdoblju od 1685. do 1719. u radu općeg zbora sudjelovali su i pučani. To tijelo biralo je gradskoga kapetana, sudije, kaštelana (zapovjednika kule Sv. Križa) i vojvodu. Nakon 1719. mještani su mogli sudjelovati samo u izboru kaštelana odnosno zapovjednika.
Do tvrđave se dolazi Veljom ulicom koja vodi od glavnog trga i katoličke crkve sv. Nikole, pored palate Martinović uz brdo, na istočnom kraju Penčića, u zapadnom dijelu Perasta. Jadranska magistrala put prolazi ispod tvrđave, a ispod magistrale je naselje Perast.
Tvrđava je danas u ruševnom stanju.

## Spoljašnje poveznice
- Veroljub Trifunović Veroljub Trifunović: Perast - gospodar luka: 47: Smekija

42° 29′ 13.63″ N 18° 41′ 55.97″ E / 42.4871194° С; 18.6988806° И Координате: Параметар: "type=" треба бити "type:"